# Steeplechase Coaster
Ein Steeplechase Coaster ist ein Achterbahnmodell, das von 1976 bis 1977 von dem Hersteller Arrow Dynamics produziert wurde und seit 2018 in einer moderneren Ausführung von dem amerikanischen Achterbahnhersteller S&S – Sansei Technologies weitervertrieben wird. Insgesamt stellte Arrow Dynamics nur zwei Bahnen her, wovon noch eine bis heute in Betrieb ist.

## Geschichte
1897 wurde eine Steeplechase Attraktion im ehemaligen New Yorker Steeplechase Park eröffnet. Das Konzept übernahm Arrow Dynamics in den späten 1970er Jahren und stellte zwischen 1976 und 1977 zwei Achterbahnen her. Seit 2018 bietet der amerikanische Achterbahnhersteller S&S - Sansei Technologies aufgrund vermehrter Nachfragen den Steeplechase Coaster wieder an.

## Wacky Soap Box Racers in Knott’s Berry Farm
Wacky Soap Box Racers war eine Pferdeachterbahn im amerikanischen Freizeitpark Knott’s Berry Farm, die erste, die von Arrow Dynamics 1976 gebaut wurde und von 1976 bis 1996 in Betrieb war. Die Bahn besaß vier Fahrspuren, die je eine Streckenlänge von 541,9 m besaßen und 8,2 m hoch waren.

## Steeplechase im Blackpool Pleasure Beach
Steeplechase im englischen Freizeitpark Pleasure Beach Resort ist der letzte heute noch existierende Steeplechase Coaster, der als zweites Modell von Arrow Dynamics 1977 gebaut und im selben Jahr eröffnet wurde. Die Bahn besitzt drei Fahrspuren, auf denen die Fahrgäste auf Schienen-Reitpferde zu je zwei Personen mitfahren können.